# 燃えこれ学園
燃えこれ学園（もえこれがくえん）は、日本の女性アイドルグループ。2014年4月1日に「萌えこれ学園」の名義で開校（＝結成）。所属事務所はMoving Express。
2019年4月1日 に現在の「燃えこれ学園」に改名した。

## 概要
「学園」をコンセプトに2014年4月1日、「萌えこれ学園」の名義で開校（結成）。「先生と生徒が本気で武道館単独公演を目指しているアイドルグループ」と標榜している。
グループ名の由来は2011年から2014年3月まで、熊野はるが主催していたライブイベント「萌えこれ！」より。熊野はるに加え、イベント「萌えこれ！」の出演者と後述のオーディションで選出されたメンバーが中心となり「萌えこれ学園」が結成される。
前述の通り「学園」もしくは「学校」をコンセプトにしたアイドルグループであるが、メンバーに生徒だけではなく先生がいるのが特徴である。
運営サイドもプロデューサーは「理事長」という位置づけ。ファンの総称も「広報委員」であり、呼称から「学園」を意識している。
活動の中心はライブ活動であり、アイドルの分類としてはライブアイドルとして分類される事が多い。基本的に月2回（2019年度までは月3回）行われる自身の主催ライブイベントである定期公演に加え、課外授業と称し外部のライブイベントへの参加も行っている。
出演するライブは基本的にライブハウスでの出演がメインだが、主催イベントでも結成初年度である2014年度から5年連続で赤坂BLITZ（マイナビBLITZ赤坂）、2019年は中野サンプラザでイベントを主催するなど、大規模なイベント会場での開催の実績もある。
活動は主に東京都を中心とした都内近郊だが、よく地方への遠征も行っており、2018年度には「5大都市ツアー」を実施。2022年度は全国ツアー「Re-START TOUR 2022〜Get over the wall〜」を敢行するなど地方進出にも積極的である。
2019年4月1日 にこれまでの「萌えこれ学園」から、現在の「燃えこれ学園」にグループ名を変更している。

## 活動歴
「学園」をコンセプトにしており、学校と同じく年度で活動期間を区切っているため、ここでもそれに従い活動歴を記載していく。

### 萌えこれ学園 時代

#### 開校前
- 2014年1月 「萌えこれ学園」第1期メンバーのオーディションの告知が、熊野はるのブログにて頻繁になされる。[3]
- 2014年3月27日 熊野はるのブログにて「萌えこれ学園」結成メンバー（1期生）が発表される。[4]
  - 萌えこれ学園結成メンバー（1期生/14名）：熊野はる、佐々木千咲子、成田麻穂、蒼音舞、當銘菜々、土屋唯、瀧本麗、沼倉優衣、石愛羽、我竜麻里子、構華蓮、粟飯原理栄、斉藤美希、立花愛姫

#### 2014年度（1年目）
- 2014年4月1日 「萌えこれ学園」として開校（＝結成）。同日に行われた「萌えこれ学園！vol.1 〜入学式だよ！嘘じゃないよ！〜」[注釈 2]（会場：六本木CUBE）にて初のステージに立つ。
  - なおグループのリーダーとして熊野はるが、初代生徒会長に就任する。
- 2014年5月17日 - 5月18日 「デザインフェスタvol.39」（会場：東京ビッグサイト）に出演。グループとして初の大きなステージに臨む。
- 2014年5月19日 粟飯原理栄、斉藤美希、立花愛姫ら3名の自主退学（脱退）が発表される。[5]（メンバー：14名→11名）
- 2014年8月13日 「萌えこれ学園レコ発記念LIVE〜萌に燃える夏祭り〜」（会場：渋谷duo MUSIC EXCHANGE）[注釈 3]にて、初の音源として「すき！すき！好き！！（C/W：恋の魔法）」がリリースされた。
- 2014年9月16日 奥原澄香、橘川まなみ、上野山日菜子の3名が2期生として入学（加入）する。（メンバー：11名→14名）
- 2014年10月7日 「萌えこれ学園文化祭＆熊野はる生誕祭」（会場：赤坂BLITZ）[注釈 4]にて、グループとして初めて赤坂BLITZのステージに立つ。以後、2018年度まで5年連続で赤坂BLITZ（マイナビBLITZ赤坂）に単独でのライブイベントを開催する。
- 2014年10月29日 構華蓮の自主退学（脱退）が発表される。[6]（メンバー：14名→13名）
- 2015年2月25日 我竜麻里子、上野山日菜子ら2名の自主退学（脱退）が発表される。[7]（メンバー：13名→11名）

#### 2015年度（2年目）
- 2015年8月14日 仲川つむぎ、花岡香奈の2名が3期生として入学（加入）する。[注釈 5][8]（メンバー：11名→13名）
- 2015年8月25日 石愛羽、橘川まなみら2名の自主退学（脱退）が発表される。[9]（メンバー：13名→11名）
- 2015年10月　評価システムとして「つうしんぼランキング」が開始される。以後「つうしんぼランキング」を元に、ソロステージ、つうしんぼランキングユニットなどが定期公演で組まれるようになる。
- 2016年3月22日　「萌えこれ学園定期公演 vol.72〜熊野はる卒業式〜」（会場：六本木CUBE）にて、熊野はる「生徒」としての卒業公演が行われる。
- 2016年3月27日　「萌えこれ学園生徒会長 熊野はる卒業イベント【熊野、制服脱ぐってよ】」（会場：新宿HEAD POWER)にて、熊野はるが「生徒」としての活動を全て終える。

#### 2016年度（3年目）
- 2016年4月1日　小林らん、西村美希の2名が4期生として入学（加入）する。（発表は3月23日）[10] （メンバー：11名→13名）
- 2016年4月2日　「SUPER REACH FES vol.6」（会場：新宿ReNY）にて、熊野はる「新任教師」として初登場。以後「萌えこれ学園の先生」として活動する事となる。
  - これに伴い初代生徒会長だった熊野はるが「新任教師」に就任したため、2代目生徒会長に當銘菜々が就任する。
- 2016年5月27日　小林らん、西村美希ら2名の自主退学（脱退）が発表される。[11]（メンバー：13名→11名）
- 2016年11月2日　沼倉優衣の自主退学（脱退）が発表される。[12]（メンバー：11名→10名）
- 2017年1月3日 「萌えこれ学園定期公演 vol.100 100回記念＆あけおめSP!」（会場：代アニLIVEステーション）にて、萌えこれ学園主催の定期公演100回の節目を迎える。
- 同日 日本武道館単独公演を目指す、「Go to 武道館」シリーズの開始が告知される。

#### 2017年度（4年目）
- 2017年4月4日　三浦千鶴、秋山りんご、西倉望の3名が5期生として入学（加入）する。（メンバー：10名→13名）
- 同日 「Go to 武道館 1stSTAGE」の位置づけで行われた「萌えこれ学園定期公演 vol.109 創立3周年記念 始業式＆土屋唯生誕祭」（会場：新宿ReNY）にて動員目標：300人に対し、301人動員で「Go to 武道館 1stSTAGE」をクリアする。
- 2017年5月6日　「武道館アイドル博2017〜1000人のアイドルと遊ぼう！〜」（第2部）（日本武道館）に出演し、グループとして初めて日本武道館の地を踏む。[13]（しかしイベントが交流会中心のイベントであり、ライブは行っていない）
- 2017年7月18日　「Go to 武道館 2ndSTAGE」の位置づけで行われた「萌えこれ学園定期公演 vol.119 當銘菜々生誕祭＆Wレコ発」（会場：新宿ReNY）にて動員目標：400人に対し、402人動員で「Go to 武道館 2ndSTAGE」をクリアする。
- 2017年10月3日　矢島梨湖が6期生として入学（加入）する。（発表は同年9月27日）[14]（メンバー：13名→14名）
- 同日 「Go to 武道館 3rdSTAGE」の位置づけで行われた「萌えこれ学園定期公演 vol.127 熊野はる生誕祭＆その他盛りだくさん」（会場：赤坂BLITZ）にて動員目標：600人に対し、522人動員で「Go to 武道館 3rdSTAGE」クリアならず。だがこの結果を受けメンバーは再挑戦する決意を表明する。[15]
- 2017年12月12日 「萌えこれ学園定期公演 vol.133」（会場：初台DOORS）にて「Go to 武道館 3rdSTAGE」の再挑戦にあたる、「Go to 武道館 3rd Stage追試公演」の日程が2018年3月20日 に決定する。
- 2018年2月21日 「第12回東京ボーイズコレクション」（日本武道館）にてゲスト出演。[注釈 6]180秒の出演だったが、グループの最終目標である日本武道館[1]のステージに立ち、初めてライブを披露した。
- 2018年3月4日 秋山りんご、西倉望の2名が契約違反により専属マネージメント契約終了が報告される。[16]（メンバー：14名→12名）
- 2018年3月20日 「Go to 武道館 3rdSTAGE追試公演」[注釈 7]（会場：マイナビBLITZ赤坂）にて動員目標：600人に対し、695人動員で「Go to 武道館 3rdSTAGE」をクリアする。[17]

#### 2018年度（5年目）
- 2018年7月31日　「Tokyo Influencer Girls 2018」（会場：中野サンプラザ）出演。後に「Go to 武道館 FinalSTAGE」の舞台となる中野サンプラザのステージに初めて立つ。[注釈 8]
- 2018年9月2日 - 10月2日 「Go to 武道館 FinalSTAGEへ繋げる5大都市ツアー 」と称し、全国各地へ遠征ツアーを決行する。
- 2018年10月17日 「萌えこれ学園定期公演 vol.163」（会場：初台DOORS）にて、矢島梨湖の自主退学（脱退）と、花岡香奈の卒業が発表される。（花岡香奈の在籍は2018年12月18日まで）（メンバー：12名→11名）
- 同日 「Go to 武道館」シリーズの最終関門として「Go to 武道館 FinalSTAGE」を2019年1月25日、中野サンプラザにて開催する事が発表される。
- 2018年11月26日 稲森のあが7期生として入学（加入）する。（メンバー：11名→12名）
- 2018年12月3日 新入生候補生：愛澤紗羅の活動辞退が発表される。[18]
- 2018年12月18日 「萌えこれ学園定期公演 vol.169〜花岡香奈卒業〜」（会場：初台DOORS）にて花岡香奈が最後のライブ出演。同日付で卒業する。（メンバー：12名→11名）[19]
- 2019年1月25日 「Go to 武道館 FinalSTAGE」（会場：中野サンプラザ）にてチケット売上：2000枚、動員目標：1800人に対し、目標未到達で「Go to 武道館 FinalSTAGE」をクリアできず。 2017年度から続いた一連の「Go to 武道館」シリーズは終了となった。
- 同日 2019年3月24日までの、つうしんぼランキングのポイント数を利用した「萌えこれ学園選抜総選挙」の開始と、グループ名を2019年度から「Moecore Gakuen」への変更する事が発表される。
  - 「萌えこれ学園選抜総選挙」エントリーメンバー：當銘菜々、佐々木千咲子、成田麻穂、蒼音舞、奥原澄香、仲川つむぎ、稲森のあ、高未悠加[注釈 9]
- 2019年1月29日 「萌えこれ学園定期公演 vol.173」（会場：初台DOORS）にて、瀧本麗の卒業が発表される。（瀧本麗の在籍は2019年3月31日まで）[20]
- 2019年3月12日  2019年度からのグループ名を「Moecore Gakuen」ではなく「燃えこれ学園」に変更する事が正式発表される。[2]
- 2019年3月19日 「萌えこれ学園定期公演 vol.178〜瀧本麗卒業記念公演〜」（会場：初台DOORS）にて瀧本麗の卒業公演が行われる。[注釈 10]
- 2019年3月26日 「SHINJUKU GIRLS SPARK SPwith 萌えこれ学園定期公演 vol.179」（会場：新宿ReNY）にて「萌えこれ学園」として最後の定期公演を行う。
- 同日 「萌えこれ学園選抜総選挙」の結果が発表される。上位5名選抜メンバーによる燃えこれ学園 特進組-Quintett-と、選抜入りを逃したメンバー及び総選挙を辞退したメンバーによる燃えこれ学園 追進組-Emotion-に、メンバーの振り分けが行われる。[21]
- 2019年3月31日 「すみだライブフェスティバル2019」（会場：錦糸町公園）にて瀧本麗が最後のライブ出演。同日付で卒業する。（メンバー：11名→10名）

### 燃えこれ学園 時代

#### 2019年度（6年目）
- 2019年4月1日 グループ名をこれまでの「萌えこれ学園」から、現在の「燃えこれ学園」に変更する。
- 同日 高未悠加が8期生として入学（加入）する。（メンバー：10名→11名）
- 2019年4月9日 グループ名変更に伴い「定期公演」のカウントが戻り「燃えこれ学園定期公演 vol.1 2019年度 始業式」が開催される。（「萌えこれ学園」時代から数えて通算180回目の定期公演となる）
- 2019年5月5日 土屋唯の自主退学（脱退）が発表される。（メンバー：11名→10名）[22]
- 2019年10月1日  「M-1グランプリ1回戦」（会場：新宿モリエール）に、熊野はる、奥原澄香が「燃えこれ学園ピンチヒッターズ」というコンビ名にて挑戦。結果は1回戦敗退。[23]
- 2019年10月29日 「燃えこれ学園定期公演 vol.21〜燃えこれ学園 追進組 -Emotion-主体公演！&ハロウィンSP！〜」（会場：初台DOORS）にて、「萌えこれ学園」時代から通じて、定期公演通算200回の節目を迎える。
- 2019年12月1日 燃えこれ学園初の主演映画「ゴブンノイチ人生」が、六本木・劇団俳優座5Fアトリエにて上映される。[24][25]
- 2020年1月8日 「Re-START」発売に伴い「Re-START 2000人お届け企画」の開始がアナウンスされる。期限は2020年3月24日[注釈 11]から2020年7月11日まで。[26][27]
- 2020年1月18日 日本テレビ系列「有吉反省会」に出演[注釈 12]。熊野はるを中心に取り上げた内容が放送される。[28][29]放送中における出演者の発言も手伝い、放送終了後は公式サイトにアクセスが集中し、サーバーダウンを起こす事態となる。
- 2020年3月24日 前年度の「萌えこれ学園選抜総選挙」の結果誕生した、選抜ユニット・燃えこれ学園 特進組-Quintett-、燃えこれ学園 追進組-Emotion-の活動が終了。同日の「燃えこれ学園定期公演 vol.36 Re-STARTレコ発!!」でのライブ出演が最後の活動となる。[30]

#### 2020年度（7年目）
- 2020年4月7日 当初「燃えこれ学園定期公演 vol.37」開催予定だったが、新型コロナウイルスの影響を受け「燃えこれ学園 無観客配信ライブ」に変更し開催。このライブを最後に5月下旬までライブ活動を含めた全ての活動を見合わせる事となり、既に決まっていたメンバーの生誕祭なども順次延期が決定する。以後、燃えこれ学園の活動は動画配信などが中心になる。
- 2020年6月9日 「無観客配信ライブ」という形式で、月2回ペースでライブ活動を再開する。[注釈 13]7月以降は無観客配信ながら、メンバーの生誕祭を中心にライブ配信が行われる。[31]また生誕祭が延期になっていたメンバーの生誕祭も同年8月、9月に集中して行われた。[32][33][34][35]
- 2020年6月23日　「無観客配信ライブ」内にて「Re-START 2000人お届け企画」の途中経過（480人）と、コロナ禍の影響による活動制限を踏まえ、当初の期限2020年7月11日から無期限に延期する事が発表される。
- 2020年9月2日 USEN 内、9月2日付「週間 USEN HIT インディーズ・ランキング」（集計期間2020年8月21日  -8月27日）にて、燃えこれ学園の楽曲「Re-START」がランキング1位を獲得する。[36][37]
- 2020年11月1日 山田みつきが9期生として入学（加入）する。（発表は同年10月6日）（メンバー：10名→11名）[38][39]
- 2020年12月22日 持病の影響でステージでの出演を控えていた仲川つむぎが配信ライブ「クリスマスSP」にてステージ復帰を果たす。[40]
- 2021年3月26日 配信ライブ「2020年度ありがとうSP！」（会場：白金高輪SELENE b2）が「観覧希望者」[注釈 14]に限定されたものの、約1年ぶりに有観客の状態にてライブが行われた。

#### 2021年度（8年目）
- 2021年8月31日 配信ライブ「成田麻穂ソロ曲発表」にて、成田麻穂がソロ曲「Happy♡Merry-go-round」を初披露。（グループ結成前にソロ活動の実績がある熊野はるを除いて）2曲目のソロ曲を持つ初のメンバーとなった。[注釈 15]
- 2021年12月7日 Youtube配信「萌えこれ学園TV vol.51」にて、奥原澄香の卒業が発表される。（奥原澄香の在籍は2022年3月31日まで）[41][42][43]
- 同日 無期限延期となっていた「Re-START 2000人お届け企画」の期限を2022年3月31日までに再度設定する。[44]
- 2022年3月29日 配信ライブ「奥原澄香卒業記念祭り!」（会場：新宿ALTA KeyStudio）にて奥原澄香の卒業公演が行われ、奥原澄香にとって最後のライブ出演となる。
- 2022年3月31日 「Re-START 2000人お届け企画」にて2000人お届けを達成する。[45]
- 同日 Youtube配信「燃えこれ学園TV 特別編!」に奥原澄香が最後の出演。これがメンバーとして最後の正式活動となり、同日付で卒業する。（メンバー：11名→10名）

#### 2022年度（9年目）
- 2022年4月22日 新型コロナウイルスにメンバー4人が感染。また感染していないメンバーも濃厚接触者となったため、4月24日に出演予定だった「TOHOKU IDOL FESTIVAL!!〜春宴Mini '22〜」（会場：仙台勾当台公園）[注釈 16]の出演を辞退する。[46]
- 2022年5月15日 全国ツアー「Re-START TOUR 2022〜Get over the wall〜」が愛知[注釈 17]にて開始する。（以後、基本的に月に1回のペースで全国各地に遠征を敢行される）
- 2022年5月17日 新入生候補生：佐藤順の自主退学が発表される。[47]
- 2022年8月12日 岩手県遠野市・多田一彦市長を表敬訪問する。[注釈 18]
- 2022年9月6日 「Re-START TOUR 2022〜Get over the wall〜in 東京」（会場：新宿ReNY）[注釈 19]にて必達動員目標：300人[注釈 20]に対し、373人動員でクリアする。[49]
- 2023年2月1日 「Re-START TOUR 2022〜Get over the wall〜TOUR FINAL」（会場：白金高輪SELENE b2）（2023年3月28日開催）に向けて「〜Get over the wall〜 to the other side」と称して、3つの目標が掲載される。
  - 1.2月末までに観覧、配信合計400人
  - 2.観覧チケットSOLD OUT(200枚)
  - 3.3月28日に観覧、配信合計600人
  - これら全てを達成することで、2023年度にZepp公演が開催されると発表される。[50]
- 2023年2月2日 公式Twitterならびに公式ブログにて、當銘菜々の卒業が発表される。（當銘菜々の在籍は2023年7月31日まで）[51][52]
- 2023年2月28日 前述の「〜Get over the wall〜 to the other side」のうち「2月末までに観覧、配信合計400人」が達成される。
- 2023年3月28日 「〜Get over the wall〜 to the other side」の目標を全て達成し、2023年度にZepp公演開催が決定する。[53]
  - なお同日行われた「Re-START TOUR 2022〜Get over the wall〜TOUR FINAL」（会場：白金高輪SELENE b2）の最終的な動員[注釈 20]は659人に上った。[54]

#### 2023年度（10年目）
- 2023年4月18日 この日行われた「始業式＆つうしんぼユニットSP（2、3月度）」より、これまで「配信ライブ」として月2回行われていた主催ライブイベントを「定期公演」として開催する事となり、2019年度以来、3年ぶりに「定期公演」の呼称が復活した。[注釈 21]
- 2023年7月5日 燃えこれ学園の楽曲が全曲、サブスクリプション解禁となり各種配信サービスにて配信が開始される。[55]
- 2023年7月18日 燃えこれ学園定期公演「當銘菜々生誕＆卒業公演」（会場：新宿ALTA KeyStudio）にて當銘菜々の卒業公演が行われる。[注釈 22]
- 2023年7月31日 燃えこれ学園定期公演「なぁな最後のわがまま公演」（会場：初台DOORS）にて當銘菜々が最後のライブ出演。同日付で卒業する。なお當銘菜々卒業に伴い、グループ結成以来、初めてメンバーの人数が10名を割った。（メンバー：10名→9名）
- 2023年8月15日 燃えこれ学園定期公演「新体制&新曲発表」（会場：新宿ALTA KeyStudio）にて、3代目生徒会長として三浦千鶴の就任が発表される。
- 2023年11月1日 青山明日香が10期生として入学（加入）する。（発表は同年10月17日）[56]なお青山明日香入学により、メンバーの人数が再び10名以上となる。（メンバー：9名→10名）
- 2023年12月18日 公式X（旧：Twitter）にて、佐々木千咲子、成田麻穂の生徒卒業と、2024年度から「新任教師」として活動する事が発表される。[57]
- 2024年3月13日 「燃えこれ学園10周年大文化祭　PRIDE OF MOECOREGAKUEN」（会場：ZeppDiverCity（TOKYO））が開催される。動員目標：1,000人[注釈 20]（現地観覧：600人）に対し、最終動員：802人（現地観覧：372人）で目標は達成ならず。[58]
- 2024年3月31日　「アイドルノミカタ［無銭RUN］Vol.57」（会場：秋葉原COSMIC LAB)にて、佐々木千咲子、成田麻穂が「生徒」としての活動を全て終える。

#### 2024年度（11年目）
- 2024年4月2日 Youtube配信「燃えこれ学園TV vol.119」にて、佐々木千咲子、成田麻穂が「新任教師」として初登場。
- 2024年5月24日 公式X（旧：Twitter）にて、高未悠加の卒業が発表される。（高未悠加の在籍は2024年6月30日まで）[59]
- 2024年6月11日 翌年の大型主催公演[注釈 23]に向けた取り組みの一環として、対バン形式の主催ライブ「燃えこれ学園主催公演」が開始される。
- 2024年6月25日 燃えこれ学園定期公演「高未悠加卒業公演＆新曲発表！」（会場：初台DOORS）にて高未悠加が最後のライブ出演。メンバーとして最後の正式活動となった。
- 2024年6月30日 高未悠加が同日付で卒業する。（メンバー：10名→9名）
- 2024年9月3日 燃えこれ学園定期公演「つうしんぼユニットSP(6.7月度)＆浴衣公演！」（会場：初台DOORS）にて新曲リリースラッシュ、燃えこれ学園全国ツアー！「Go on!〜Breaking the Limits〜」、それに伴うツアーミッションの開始が告知される。[60][61]
- 2024年10月6日 - 2025年2月11日 燃えこれ学園 全国ツアー！「Go on!〜Breaking the Limits〜」が（番外編含め）全国13都市で敢行される。[61]

#### 2025年度（12年目）
- 2025年4月1日 西崎琴音が11期生として入学（加入）する。（メンバー：9名→10名）[62]
- 2025年4月8日  燃えこれ学園定期公演「始業式&大文化祭直前SP&つうしんぼユニットSP(2月度)」（会場：初台DOORS）にて、佐々木千咲子の卒業が発表される。（佐々木千咲子の在籍は2026年5月末まで）[63]
- 2025年4月15日  「燃えこれ学園 大文化祭2025」（会場：ZeppShinjuku）が開催される。
- 2025年8月12日 Youtube配信「萌えこれ学園TV vol.152」にて、山田みつきの卒業が発表される。（山田みつきの在籍は2025年9月30日まで）[64]

## メンバー
- 燃えこれ学園公式サイト内「生徒名簿」の内容に準拠して記載。[65]

| 名前         | よみ            | 担当カラー | 担当カラー         | あだな       | 誕生日   | 出身地                 | 身長  | 入学（加入）日      | 備考（役職など） |
| ------------ | --------------- | ---------- | ------------------ | ------------ | -------- | ---------------------- | ----- | ------------------- | --- |
| 熊野はる     | くまの はる     |            | あか               | はるさん     | 10月7日  | 兵庫県明石市           | 171cm | (1期)2014年4月1日   | 生徒会長（2014年4月〜2016年3月） ClassWhite委員長（2014年4月〜2015年3月） 新任教師（2016年4月〜2024年3月） 主任教師（2024年4月〜） |
| 佐々木千咲子 | ささき ちさこ   |            | みずいろ           | ちっさ       | 5月28日  | 岩手県                 | 162cm | (1期)2014年4月1日   | ClassYellow委員長（2016年4月〜2017年3月） 書記（2017年4月〜2024年3月） 新任教師（2024年4月〜）                                     |
| 成田麻穂     | なりた まほ     |            | ももいろ           | なりー       | 11月30日 | 沖縄県（まほまほの森） | 160cm | (1期)2014年4月1日   | 新任教師（2024年4月〜） |
| 蒼音舞       | あおね まい     |            | むらさき           | あおねちゃん | 6月3日   | 埼玉県                 | 158cm | (1期)2014年4月1日   | ClassYellow委員長（2023年8月〜2024年3月） 書記（2024年4月〜）                                                                      |
| 仲川つむぎ   | なかがわ つむぎ |            | しろ               | つむつむ     | 11月27日 | 埼玉県                 | 153cm | (3期)2015年8月14日  | ClassYellow委員長（2019年4月〜2023年8月） 放送局長（2023年8月〜）                                                                  |
| 三浦千鶴     | みうら ちづる   |            | 黄色               | ちーちゃん   | 5月28日  | 東京都                 | 162cm | (5期)2017年4月4日   | ClassWhite委員長（2022年4月〜2023年8月） 生徒会長（2023年8月〜）                                                                   |
| 稲森のあ     | いなもり のあ   |            | ゴールドイエロー   | のありぃ     | 7月1日   | 愛知県                 | 149cm | (7期)2018年11月26日 | |
| 山田みつき   | やまだ みつき   |            | エメラルドグリーン | みつき       | 1月17日  | 埼玉県                 | 155cm | (9期)2020年11月1日  | ClassWhite委員長（2023年8月〜） |
| 青山明日香   | あおやま あすか |            | ピンク             | あすか       | 3月31日  | 島根県                 | 158cm | (10期)2023年11月1日 | |
| 西崎琴音     | にしざき ことね |            | ブルー             | こっちゃん   | 2月23日  | 栃木県                 | 162cm | (11期)2025年4月1日  | |

### 旧メンバー
| 名前         | よみ              | 担当カラー | 担当カラー         | 在籍期間                                   | 備考                                                                           |
| ------------ | ----------------- | ---------- | ------------------ | ------------------------------------------ | ------------------------------------------------------------------------------ |
| 高未悠加     | たかみ ゆうか     |            | ターコイズブルー   | (8期)2019年4月1日〜2024年6月30日卒業       |                                                                                |
| 當銘菜々     | とうめ なな       |            | みどり             | (1期)2014年4月1日〜2023年7月31日卒業       | ClassBlue委員長（2015年2月〜2016年3月） 生徒会長（2016年4月〜2023年7月）       |
| 奥原澄香     | おくはら すみか   |            | ピンク             | (2期)2014年9月16日〜2022年3月31日卒業      | ClassWhite委員長（2016年4月〜2022年3月）                                       |
| 土屋唯       | つちや ゆい       |            | エメラルドグリーン | (1期)2014年4月1日〜2019年5月5日自主退学    | ClassYellow委員長（2015年9月〜2016年3月） 副会長（2016年4月〜2019年5月）       |
| 瀧本麗       | たきもと れい     |            | あお               | (1期)2014年4月1日〜2019年3月31日卒業       | ClassYellow委員長（2017年4月〜2019年3月）                                      |
| 花岡香奈     | はなおか かな     |            | オレンジ           | (3期)2015年8月14日〜2018年12月18日卒業     |                                                                                |
| 矢島梨湖     | やじま りこ       |            | ライトイエロー     | (6期)2017年10月3日〜2018年10月17日自主退学 |                                                                                |
| 秋山りんご   | あきやま りんご   |            | りんご色           | (5期)2017年4月4日〜2018年3月4日契約終了    |                                                                                |
| 西倉望       | にしくら のぞみ   |            | ライトパープル     | (5期)2017年4月4日〜2018年3月4日契約終了    |                                                                                |
| 沼倉優衣     | ぬまくら ゆい     |            | 黄色               | (1期)2014年4月1日〜2016年11月2日自主退学   | ClassWhite委員長（2015年9月〜2016年3月）                                       |
| 小林らん     | こばやし らん     |            |                    | (4期)2016年4月1日〜2016年5月27日自主退学   |                                                                                |
| 西村美希     | にしむら みき     |            |                    | (4期)2016年4月1日〜2016年5月27日自主退学   |                                                                                |
| 石愛羽       | せき あいは       |            |                    | (1期)2014年4月1日〜2015年8月25日自主退学   | ClassYellow委員長（2014年4月〜2015年8月）                                      |
| 橘川まなみ   | きっかわ まなみ   |            |                    | (2期)2014年9月16日〜2015年8月25日自主退学  | ClassWhite委員長（2015年4月〜2015年8月）                                       |
| 我竜麻里子   | がりょう まりこ   |            |                    | (1期)2014年4月1日〜2015年2月25日自主退学   | ClassBlue委員長（2014年4月〜2015年2月） 自主退学（脱退）後もMoving Express在籍 |
| 上野山日菜子 | うえのやま ひなこ |            |                    | (2期)2014年9月16日〜2015年2月25日自主退学  |                                                                                |
| 構華蓮       | かまえ かれん     |            |                    | (1期)2014年4月1日〜2014年10月29日自主退学  |                                                                                |
| 粟飯原理栄   | あわいはら りえ   |            |                    | (1期)2014年4月1日〜2014年5月19日自主退学   |                                                                                |
| 斉藤美希     | さいとう みき     |            |                    | (1期)2014年4月1日〜2014年5月19日自主退学   |                                                                                |
| 立花愛姫     | たちばな あき     |            |                    | (1期)2014年4月1日〜2014年5月19日自主退学   |                                                                                |
| 佐藤順       | さとう じゅん     |            |                    |                                            | （新入生候補生）活動期間：2022年4月1日〜2022年5月17日自主退学                  |
| 愛澤紗羅     | あいざわ さら     |            |                    |                                            | （新入生候補生）活動期間：2018年8月14日〜2018年12月3日活動辞退                 |

### クラス編成
「学園」をコンセプトにしたアイドルグループらしく、開校（＝結成）当初からクラスが編成されている。
特に活動初期はクラス単位でのパフォーマンス、課外授業への出演も目立った。
また2017年度まではクラスが中心となる「主体公演」が定期公演で組み込まれるなど、グループ内において少人数単位での活動の軸となる役割を果たしていた。
2019年度は選抜ユニットでの活動が中心となったため、クラス単位での活動がほぼ見られず、2020年度に入り公式動画配信（SHOWROOM）などでクラス単位での活動が活発になりつつあったが、2023年度あたりから外部でのライブ出演が増加した頃から再度縮小化し、2025年度現在ではクラス単位での活動があまり見られない。
- 現在のクラス編成（2025年4月8日時点）

| クラス名                | メンバー               | メンバー                 | メンバー                   | メンバー  |
| ----------------------- | ---------------------- | ------------------------ | -------------------------- | --------- |
| Teacher's （ClassBlue） | 【主任教師】 ■熊野はる | 【新任教師】 ■成田麻穂   | 【新任教師】 ■佐々木千咲子 |           |
| 生徒会 （ClassYellow）  | 【生徒会長】 ■三浦千鶴 | 【放送局長】 ■仲川つむぎ | 【書記】 ■蒼音舞           |           |
| ClassWhite              | 【委員長】 ■山田みつき | ■稲森のあ                | ■青山明日香                | ■西崎琴音 |

#### 過去のクラス編成
- 萌えこれ学園 時代

- 燃えこれ学園 時代

### 派生ユニット

#### 特進組-Quintett-、追進組-Emotion-
活動期間：2019年4月1日〜2020年3月24日
2019年1月25日 〜3月24日までに行われた「萌えこれ学園選抜総選挙」の結果で上位1〜5位のメンバーによる燃えこれ学園 特進組-Quintett-と、6位以下及び辞退したメンバーによる燃えこれ学園 追進組-Emotion-に振り分けられた。
燃えこれ学園 特進組-Quintett-は専用のオリジナル楽曲「Melodious Revolution」の作成、2020年1月14日には単独公演が開催されるなど優遇された。
2019年度にあたる約一年間の活動を経て、2020年3月24日「燃えこれ学園定期公演 vol.36 Re-STARTレコ発!!」にてそれぞれのユニットとしての活動を終了した。
　

#### 先輩's、後輩's
活動期間：2023年9月〜
2023年9月以降、1期生4人と仲川つむぎ（3期生）による先輩メンバーを「先輩's」、三浦千鶴（5期生）以降に入学したメンバーを「後輩's」と称して分類していた事から発生。主に課外授業など外部出演において、全メンバーでの出演が限られる会場での出演時にこの振り分けが多くなった事から発生した。
当初は燃えこれ学園内における通称であったが、2024年以降、活動がより活発化。それぞれに専用衣装が作られたり、またサブスクリプションで先輩's、後輩'sのみの楽曲がそれぞれアップロードされるなどされている。
なお外部出演時の表記は「燃えこれ学園」で統一されている事が多く、先輩's、後輩'sの表現は主に公式Xなど告知の場面が主である。

## 楽曲

### 燃えこれ学園（萌えこれ学園）
2023年7月5日よりサブスクリプション解禁となり、各種配信サービスにて順次楽曲がサブスクリプション配信される。
| タイトル                       | 初音源化       | 初披露         | 備考、MVなど |
| ------------------------------ | -------------- | -------------- | --- |
| すき！すき！好き！！           | 2014年8月13日  | 2014年6月24日  | ※2016年6月7日再販。 |
| 恋の魔法                       | 2014年8月13日  | 2014年8月13日  | ※2016年4月4日再販。 |
| 明日へ                         | 2015年4月28日  | 2015年4月28日  | ※2016年6月26日再販 |
| ぱすてるサマータイム           | 2015年4月28日  | 2015年4月2日   | ※2016年8月9日再販 |
| 時の砂                         | 2016年7月12日  | 2015年10月7日  | プレストラブルにより一旦回収。同年7月26日再販となった。 |
| ミラクる☆妄想がーる            | 2016年7月12日  | 2015年10月7日  | [ 動画 5 ] |
| BRAVE                          | 2017年2月7日   | 2016年10月5日  | [ 動画 6 ] [ 動画 7 ] |
| 風と君と虹と僕                 | 2017年3月7日   | 2016年10月5日  | [ 動画 8 ] [ 動画 9 ] |
| 星の記憶が降る夜に。           | 2017年4月4日   | 2016年10月5日  | [ 動画 10 ] [ 動画 11 ] |
| again                          | 2017年7月18日  | 2017年4月4日   | |
| 夢幻華                         | 2017年10月3日  | 2017年5月23日  | [ 動画 12 ] |
| タイムレシーバー               | 2018年1月16日  | 2017年7月18日  | [ 動画 13 ] |
| Shiny Dream                    | 2018年3月20日  | 2017年10月3日  | ・「超時空彩の国 S.T.M」（テレビ埼玉）2018年10月度EDテーマ |
| 0(zero)                        | 2018年5月22日  | 2017年10月3日  | |
| 夏恋♡Love                      | 2018年9月4日   | 2018年8月14日  | |
| シンデレラ・クレイム           | 2018年10月2日  | 2018年3月20日  | |
| 恋時雨                         | 2019年1月25日  | 2018年11月26日 | |
| お誕生日おめでとう             | 2019年9月24日  | 2018年12月18日 | |
| Lost in Time                   | 2019年11月5日  | 2019年1月25日  | ・映画「ゴブンノイチ人生」主題歌。 |
| Re-START                       | 2020年3月24日  | 2019年7月16日  | ・「TopicMaker」（千葉テレビ）2020年4月度OPテーマ ・「スポーツパラダイス」（SATV静岡朝日テレビ）2020年4月度テーマソング ・「福島まるごとライブ ヨジデス」（KFB福島放送）2020年5月度EDテーマ ・深夜版「Do〜んな天気」（YTS山形テレビ）2020年5月度、9月度テーマソング ・「じゅん散歩」（テレビ朝日）2021年4月、5月度EDテーマ ・「クイーン オブ アイドル's」（テレビ埼玉）EDテーマ（2022年10月〜2023年1月） |
| オルゴール                     | 2021年3月26日  | 2020年12月8日  | ・「J Cross Style」（渋谷クロスFM）2021年4月度OPテーマ ・「トピックマガジン」（テレビ埼玉）2021年5月度EDテーマ ・「三橋加奈子のSaturday Bell」（市川うららFM）2021年5月度EDテーマ |
| Peeeace!!!                     | 2022年9月6日   | 2022年8月16日  | |
| procyon                        | 2023年12月19日 | 2023年8月15日  | |
| ココハピ                       | 2024年6月25日  | 2024年1月9日   | ※本来2024年6月25日にレコ発予定だったが、制作都合で間に合わず、先行してWEB販売「購買部」で受付開始となった。 |
| 戦々恐々El Dorado              | 2024年9月25日  | 2024年2月6日   | [ 動画 21 ] |
| ずっと                         | 2024年10月10日 | 2024年3月13日  | [ 動画 22 ] |
| トワイライトキャラメリゼ       | 2024年10月10日 | 2024年6月25日  | [ 動画 23 ] |
| Go on！〜Breaking the Limits〜 | 2024年10月25日 | 2024年7月23日  | |
| To the Future                  | 2025年6月17日  | 2025年2月11日  | |
| はじけろ☆パーティータイム!!    | 2025年6月17日  | 2025年4月15日  | |
| @MOECOREGAKUEN                 |                | 2025年4月15日  | |
| ありがとうのうた               |                | 2014年10月7日  | ※シングルCDとしては未音源化。「おんがく♯1」に収録 |
| 燃えこれ学園 校歌              |                | 2014年4月1日   | ※CD最後に大体収録。バージョン違いも多数存在。 |

#### 燃えこれ学園 特進組-Quintett-
| タイトル             | 初音源化/配信開始日 | 初披露        | 備考、MVなど |
| -------------------- | ------------------- | ------------- | --- |
| Melodious Revolution | 2019年10月22日      | 2019年7月16日 | ※燃えこれ学園 特進組-Quintett-活動終了後は燃えこれ学園全体、燃えこれ学園 先輩'sの楽曲として歌い継がれる。2024年5月22日に燃えこれ学園 先輩'sの楽曲としてサブスクリプション配信開始。 |

#### 燃えこれ学園 先輩's
| タイトル             | 初音源化/配信開始日 | 初披露        | 備考、MVなど |
| -------------------- | ------------------- | ------------- | --- |
| Melodious Revolution | 2024年5月22日       | 2019年7月16日 | ※元は燃えこれ学園 特進組-Quintett-の楽曲。燃えこれ学園 特進組-Quintett-終了後、燃えこれ学園全体曲としての扱いを経て、燃えこれ学園 先輩'sの楽曲としてサブスクリプション配信に至る。 |
| 希望の翼             |                     | 2025年2月11日 | |

#### 燃えこれ学園 後輩's
| タイトル     | 初音源化/配信開始日 | 初披露       | 備考、MVなど |
| ------------ | ------------------- | ------------ | --- |
| sweet darlin | 2024年5月22日       | [ 注釈 51 ]  | ※元は熊野はるソロ楽曲。燃えこれ学園全体曲として扱われる機会を経て、燃えこれ学園 後輩'sの楽曲としてサブスクリプション配信に至る。 |
| Rise         | 2025年4月9日        | 2024年1月9日 | ※稲森のあが燃えこれ学園以前に所属していたグループの楽曲をアレンジ。                                                              |

#### その他音源
シングル以外で発表された音源について記載する。
| タイトル           | 収録曲 | 音源化        | 備考など                                                                 |
| ------------------ | --- | ------------- | ------------------------------------------------------------------------ |
| カバーオブ熊野はる | 1.sweet darlin 2.Red Voice 3.lost 4.sweet darlin（inst.） 5.Red Voice（inst.） 6.lost（inst.）                     | 2015年2月11日 | 熊野はるソロ楽曲のカバー。ジャケット3種類。                              |
| おんがく♯1         | 1.Shiny Dream 2.ミラクる☆妄想がーる 3.星の記憶が降る夜に。 4.風と君と虹と僕 5.ありがとうのうた 6.萌えこれ学園 校歌 | 2018年7月4日  |                                                                          |
| おんがく♯2         | 1.BRAVE 2.夢幻華 3.シンデレラ・クレイム 4.時の砂 5.タイムレシーバー 6.萌えこれ学園校歌                             | 2018年8月1日  |                                                                          |
| 楽曲総選挙2019     | 1.風と君と虹と僕 2.Shiny Dream 3.夢幻華                                                                            | 2019年7月16日 | 2018年度に行われた「萌えこれ学園 楽曲総選挙!!」の上位3曲を再収録し発売。 |

### メンバーソロ曲
基本的には後述する推しメン投票の「1st STAGE」クリアにてソロ曲制作、「2nd STAGE」クリアにて音源製作が決定する。
また推しメン投票「5th STAGE」以降で得られる「好きなオリジナルグッズを制作」の権利を行使して、2曲目以降のソロ曲を制作する事も可能である。
| メンバー                        | メンバー     | タイトル         | 初音源化       | 初披露               | C/W                                              | 備考、MVなど                                                     |
| ------------------------------- | ------------ | ---------------- | -------------- | -------------------- | ------------------------------------------------ | ---------------------------------------------------------------- |
|                                 | 熊野はる     | High jump!       | 2016年10月5日  | 2014年8月8日         | 時の砂                                           | 燃えこれ学園活動前にソロとして、多数のオリジナル楽曲が存在する。 |
|                                 | 佐々木千咲子 | Stardust melody  | 2015年8月11日  | 2014年9月9日         | 恋の魔法                                         | [ 動画 27 ]                                                      |
| Starry Sign                     | 佐々木千咲子 | 2022年8月13日    | 2022年2月1日   | Lost in Time         | ソロ2曲目                                        |                                                                  |
| 君がいてくれたから              | 佐々木千咲子 |                  | 2025年8月15日  |                      | ソロ3曲目                                        |                                                                  |
|                                 | 成田麻穂     | くるくるバター   | 2014年11月25日 | 2014年9月30日        | まほまほの森                                     | C/Wは楽曲ではなくミニドラマになっている。                        |
| Happy♡Merry-go-round            | 成田麻穂     | 2022年6月28日    | 2021年8月31日  | タイムレシーバー     | ソロ2曲目                                        |                                                                  |
| 大好きなあなたに この歌を贈るよ | 成田麻穂     | 2025年3月11日    | 2024年12月3日  | シンデレラ・クレイム | ソロ3曲目                                        |                                                                  |
|                                 | 蒼音舞       | Real Cry         | 2017年6月6日   | 2014年11月18日       | BRAVE                                            | [ 動画 29 ]                                                      |
|                                 | 仲川つむぎ   | 白いキャンバス   | 2017年11月18日 | 2017年10月3日        | 夢幻華                                           | [ 動画 30 ]                                                      |
| あの日から                      | 仲川つむぎ   | 2024年11月26日   | 2024年3月13日  | ありがとう           | ソロ2曲目、C/W「ありがとう」は図師たまみの楽曲。 |                                                                  |
|                                 | 三浦千鶴     | Yell             | 2020年5月19日  | 2019年5月28日        | 夏恋♡Love                                        | [ 動画 31 ]                                                      |
|                                 | 稲森のあ     | myself           | 2021年7月1日   | 2020年9月29日        | オルゴール                                       | [ 動画 32 ]                                                      |
|                                 | 山田みつき   | Vampire distress | 2025年1月21日  | 2023年1月24日        | 星の記憶が降る夜に。                             |                                                                  |
|                                 | 青山明日香   | きみ♡大好き      |                | 2025年2月4日         |                                                  | ※未音源化                                                        |

#### 旧メンバーソロ曲
過去に在籍したメンバーが、燃えこれ学園（萌えこれ学園）在籍時に発表したのソロ曲を記載する。
| メンバー     | メンバー   | タイトル                         | 初音源化       | 初披露               | C/W                  | 備考、MVなど                                            |
| ------------ | ---------- | -------------------------------- | -------------- | -------------------- | -------------------- | ------------------------------------------------------- |
|              | 高未悠加   | みらくる☆まじかる☆わんだーらんど | 2023年2月1日   | 2021年3月2日         | again                |                                                         |
|              | 當銘菜々   | なないろスマイル                 | 2014年12月23日 | 2014年7月15日        | すき！すき！好き！！ | 全国流通版が2018年7月18日にリリースしている。           |
| 虹色☆Dreamer | 當銘菜々   | 2022年7月12日                    | 2021年9月27日  | ぱすてるサマータイム | ソロ2曲目            |                                                         |
|              | 奥原澄香   | ヒカリ                           | 2017年7月18日  | 2017年4月4日         | Red voice            | C/W「Red voice」は熊野はるソロ楽曲。                    |
|              | 土屋唯     | Flower memories                  | 2015年8月11日  | 2014年8月13日        | Ready go!            | C/W「Ready go!」は熊野はるソロ楽曲。                    |
|              | 瀧本麗     | 涙をふいて                       | 2017年4月4日   | 2014年9月16日        | 明日へ               |                                                         |
|              | 花岡香奈   | 片想いキャンディー♡              | 2017年10月3日  | 2017年7月18日        | sweet darlin         | C/W「sweet darlin」は熊野はるソロ楽曲。                 |
|              | 沼倉優衣   | 初恋すてっぷ                     |                | 2014年8月26日        |                      | ※未音源化                                               |
|              | 石愛羽     | Sweet Bitter                     |                | 2014年9月16日        |                      | ※未音源化                                               |
|              | 我竜麻里子 | 椿                               |                | 2014年10月7日        |                      | ※未音源化。ソロとして、多数のオリジナル楽曲が存在する。 |
|              | 構華蓮     | くつひも                         |                | 2014年10月7日        |                      | ※未音源化                                               |

## 評価システム
燃えこれ学園には独自の評価システムが存在し、メンバーの活動に大きな影響を与えている。

### つうしんぼランキング
2015年10月から開始。燃えこれ学園を象徴する評価システム。
配信ライブチケット、推しメン投票、Talkport、オンライン物販（チェキなど）の売上を中心にポイントが反映される。
2019年度以前は定期公演に来場した際、投票用紙が与えられ、一人15ポイントを好きなメンバーに割り振る事も出来た。
このランキングで上位に入る事で様々な優遇措置が与えられる。
特に1位になったメンバーは（生誕祭など特別な機会で無い限り歌う機会が限られる）ソロ曲を定期公演（現在は無観客配信ライブ）で歌う機会が与えられる。
上位5位までのメンバーも「選抜メンバー」としてのステージが用意される他、毎日のように配信される燃えこれ学園公式SHOWROOMの配信担当になるなど様々な面で優遇される。

### 推しメン投票
2014年度から（現在と多少異なるものの）存在している評価システム。
つうしんぼランキングと違い、活動時期全体を通じての評価システムとなっている。
（ただしこの推しメン投票の1ポイントが、投票された月のつうしんぼランキング2ポイントも兼ねているので、つうしんぼランキングへの貢献も兼ねて投票する事例も見受けられる）
燃えこれ学園シングルCDに封入されているシリアルナンバーカードのナンバーを、公式サイト内「推しメン投票フォーム」にて投票する事で投票可能。

#### STAGE特典
投票ポイントによってメンバーの個人プロモーションが決定する仕組みで、所定のポイントを獲得するたびに以下の特典が与えられる。
| STAGE     | 達成ポイント | クリア特典             | 達成メンバー                             |
| --------- | ------------ | ---------------------- | ---------------------------------------- |
| 1st STAGE | 600          | ソロ曲制作決定         | ■青山明日香                              |
| 2nd STAGE | 450          | ソロ曲CD制作決定       | ■山田みつき                              |
| 3rd STAGE | 500          | MV制作決定             |                                          |
| 4th STAGE | 200          | ソロ曲サブスク配信決定 | ■蒼音舞、■熊野はる、■稲森のあ、■三浦千鶴 |
| 5th STAGE | 1000         | 個人作品制作決定       | ■仲川つむぎ                              |
| 6th STAGE | 1000         | 個人作品制作決定       |                                          |
| 7th STAGE | 1000         | 個人作品制作決定       | ■成田麻穂、■佐々木千咲子                 |
| 8th STAGE | 1000         | 個人作品制作決定       |                                          |

## 主要なライブ

### 定期公演
燃えこれ学園の活動の根幹となる主催ライブ。基本的に2019年度までは月3回、2020年度以降は月2回、一部の例外を除いて火曜日に行われる。
バースデーライブにあたる「生誕祭」、音源のレコ発など重要なライブ、またグループの活動に関わる重大発表などは大抵、定期公演で行われる。
またゲスト出演者を当初は「他校生」と呼んでいたが、昨今では普通に「ゲスト」と呼んでいる。
主な会場は2017年度途中までは六本木CUBE、2019年度までは初台DOORS。「配信ライブ」として開催されていた時期は無観客配信時は会場は非公表。2021年度（有観客開催時）は新宿ALTA KeyStudioのみで開催し、2022年度以降も主な会場とし使用されている。
2023年度からは新宿ALTA KeyStudio、初台DOORSを中心に開催予定。
また大規模な会場（例：赤坂BLITZ ）で開催する事もあり、その際は大型イベントの様相を呈する事も多い。
2020年度に新型コロナウイルス流行の影響で、有観客でのライブイベント開催が難しくなったため2020年6月からは「配信ライブ」と称して開催。ほとんどの回が無観客での開催だった。
だが新型コロナウイルス流行の情勢と生活様式の変化に対応する形で2021年度からはメンバー生誕祭や特別な回に限り有観客となり、2022年度からは全ての「配信ライブ」で有観客配信ライブに切り替わる。
2022年以降はメンバーと交流出来る特典会（チェキ撮影など）、規制されていた声出しも解禁となり、情勢に合わせて徐々に規制を緩和していった。
2023年度から、これまでの「配信ライブ」として行われたライブイベントを「定期公演」と呼称する事となり、2019年度以来、3年ぶりに「定期公演」の呼称が復活した。

#### 過去の定期公演
- 萌えこれ学園 時代

- 燃えこれ学園 時代

### Go to 武道館
2017年度から始まった一連の企画。
途中、4つのステージを設定し、それぞれ動員目標を設け、それをクリアしていく事で最終的には日本武道館での単独公演を目指すという趣旨になっている。
2017年度中に「3rdSTAGE」まで（「追試公演」という再チャレンジであるが）クリア。
2018年度、「5大都市ツアー」を経て2019年1月25日に「Go to 武道館 FinalSTAGE」（会場：中野サンプラザ）に臨んだが、目標に到達せず。ここで一連の挑戦は終了した。
その後「Go to 武道館」に代わる挑戦のアナウンスはされていないが、2022年3月に達成した「Re-START 2000人お届け企画」は、「FinalSTAGE」での目標だったチケット売上：2000枚を意識しており、2019年度以降における活動にも大きな影響を与えている。

#### Go to 武道館 FinalSTAGEへ繋げる5大都市ツアー
2018年9月2日から一ヶ月に渡り行われた全国ツアー。
2019年1月25日に行われる「Go to 武道館 FinalSTAGE」（会場：中野サンプラザ）に向けて機運を高めるために行われた。
グループにとって初の全国ツアーとして位置づけられる。

### Re-START TOUR 2022〜Get over the wall〜
2022年度から始まった全国ツアー。
前年度に達成した「Re-START 2000人お届け企画」の公約として、全国に「お礼」をするため、全国を回るという趣旨になっている。
なおTwitter上にあげた告知動画のRT数をツアーごとに毎回目標数まで目指すという「チャレンジ目標」を課している。

### 燃えこれ学園主催ライブ！
2024年度6月から11月まで開催。2024年8月までは「主催公演」という名称だったが、2024年9月からは「燃えこれ学園主催ライブ！」に名称が変わっている。
2025年4月15日に開催予定「燃えこれ学園超文化祭〜一緒にZeppでLiveしよう！〜」 （会場：ZeppShinjuku）の宣伝も兼ねたイベントとして月1回開催。
2019年度以前の定期公演のように、ゲスト出演者を招いた対バン形式のライブイベントとして開催された。

### 燃えこれ学園 全国ツアー！「Go on!〜Breaking the Limits〜」
2024年度に行われた全国ツアー。
2024年10月から翌年2月まで全国13都市（延べ13公演及び番外編）で敢行される。
燃えこれ学園 先輩's、後輩'sに別れて出演する事が多いツアーとなった。
イベント通じて掲げられた「ツアーミッション」は、いずれも目標完遂とはならなった。

### その他主要イベント
燃えこれ学園主催の「定期公演」とは別に主催イベントを開催する事も稀にある。またその多くは長時間を費やす大型イベントの傾向が強く、2部制、3部制となる事も多い。（またその中の1部に「定期公演」が組み込まれる事も多い）
また所属事務所であるMovingExpress主催イベントに組み込まれる形で、燃えこれ学園のイベントが開催された事例もある。

### 課外授業
主に外部出演のイベントに出演する事を指す。多くはライブ（対バン）の出演だが、トークイベントなどもこれにあたる。（過去の動画配信も大まかにこれにあたる）
基本的にメンバー全員が出演する定期公演や主要イベントとは違い、イベント会場、規模によってはメンバー全員での出演が難しく、出演イベントごとに出演メンバーを選抜する事がある。
例えば同日に行われるイベントでも、2部制のイベントならメンバーを入れ替えたり、また別々のイベントに二手、三手に別れさせて出演する事も多い。
燃えこれ学園が（時期によってメンバーの増減はあるが）常時10名を超える大所帯アイドルグループであるために起こる事象であるが、ライブならば楽曲における歌詞割り、ダンスの立ち位置の変更などが見られる事も多く、定期公演、主要イベント（もしくはフルメンバー）の時とは違った一面を見られるのも特徴である。

## 出演
ここではライブイベント以外における、主にマスメディアなどへの出演を紹介する。

### テレビ
- レギュラー出演（放送終了）
  - 美女の館（千葉テレビ）（出演：當銘菜々）（2018年1月 - 6月）
  - クイーン オブ アイドル's（テレビ埼玉）（出演：熊野はる）（2022年10月 - 2023年9月）[176]
- ゲスト出演など
  - 第1回アイドル紅白歌合戦（TOKYO MX）（出演：熊野はる、石愛羽）(2014年7月27日)[動画 36][動画 37]
  - 第2回アイドル紅白歌合戦（TOKYO MX）(2014年12月29日)[動画 38]
  - 第4回アイドル紅白歌合戦（TOKYO MX）(2016年2月1日)[動画 39]
  - 村上マヨネーズのツッコませて頂きます!（関西テレビ）（2016年5月15日）
  - 深夜に発見！新shock感〜一度おためしください〜（テレビ東京）（2018年1月13日）
  - カニつめくん（テレビ東京）（2018年5月5日）[177][動画 40]
  - 超時空彩の国 S.T.M（テレビ埼玉）（2018年10月31日）
  - 有吉反省会（日本テレビ）（2020年1月18日）
  - 尾形春水のHarunationTV（TOKYO MX）（2025年3月19日[動画 41]、6月18日[動画 42]）

### ラジオ
- レギュラー出演（現在放送中）
  - ちっさ、つむつむの懐メロ想い出がいっぱい[注釈 69]（パーソナリティー：佐々木千咲子、仲川つむぎ）（敦賀FM）（2023年4月 - ）
  - 燃えこれ学園 成田麻穂のなりラジ（パーソナリティー：成田麻穂）（FM那覇）（2023年8月 - ）[178]
  - もえトーク[注釈 69]（パーソナリティー：熊野はる、稲森のあ）（敦賀FM）（2025年4月 - ）
- レギュラー出演（放送終了）
  - 萌えこれ学園のGo to 武道館[注釈 70]（下北FM）（2017年3月 - 9月）
  - 燃えこれ学園なぁなり〜ラジオ（パーソナリティー：當銘菜々、成田麻穂）（FM那覇）（2020年4月 - 2023年8月）
  - はるトーク[注釈 69]（パーソナリティー：熊野はる）（敦賀FM）（2023年4月 -  2024年3月）
  - のあとゆうかの わるがきっず反省会〜ちゃんとして！〜[注釈 69]（パーソナリティー：稲森のあ、高未悠加）（敦賀FM）（2024年4月 - 2024年5月）
  - ちーちゃん☆のありぃの『あなたにYELLを』[注釈 69]（パーソナリティー：三浦千鶴、稲森のあ）（敦賀FM）（2024年6月 - 2025年3月 ）

### ドラマ
- ハイスクールZ（「超時空彩の国S.T.M」内ショートドラマ）（テレビ埼玉）（出演：佐々木千咲子、成田麻穂、仲川つむぎ）（2018年12月12日 - 2018年12月27日）

### 映画
- 劇ドラ!第4弾「ゼロからイチ!! 〜アイドル探偵の奮闘記〜」（出演：佐々木千咲子、成田麻穂、三浦千鶴）（総指揮：伊藤幸久、2019年4月20日上映）[179]
- ゴブンノイチ人生（監督：東真司、 2019年12月1日上映）[180]

### 舞台
- “STRAYDOG”Seedling公演「メイクルーム　〜すかんぴんアイドル〜」（高円寺・明石スタジオ、2014年6月10日 - 6月15日）（出演：佐々木千咲子、構華蓮、成田麻穂（ダブルキャスト））[181]
- “STRAYDOG”Seedling公演「へなちょこヴィーナス」（八幡山ワーサルシアター、2014年9月17日 - 9月21日）（出演：成田麻穂、構華蓮）[182]

### 動画配信
- レギュラー出演
  - 萌えこれ学園公式チャンネル（出演：熊野はる、當銘菜々、石愛羽）（北参道放送局）（2015年3月 - 8月）[183][注釈 71]
  - スズキ presents ニコニコ生活講座Ⅱ（出演：熊野はる)（ニコニコ動画）（2016年4月 - 2017年3月）
  - 燃えこれ学園 校外学習（Akiba.TV）（2020年12月[注釈 72] 、2021年4月 - 6月[注釈 73]）